# Horst Schuldes
Horst Schuldes (né le 18 mars 1939 à Komotau — mort le 5 décembre 2015) est un joueur professionnel allemand de hockey sur glace.

## Carrière
Sa famille s'installe en Bavière après la Seconde Guerre mondiale. Il commence à jouer au hockey au SC Riessersee. Il joue dans l'équipe élite de 1957 à 1967. Lors de sa première saison, l'équipe remporte le championnat du sud mais perd dans le tournoi final derrière l'EV Füssen. Lors de la fondation de la Bundesliga en 1958, le SC Riessersee en fait partie. Schuldes est le meilleur buteur avec 25 buts en 14 matchs. Avec huit buts en un match, il détient conjointement avec Peter Obresa ce record. En 1960, l'équipe bavaroise remporte douze des quatorze matchs et devient champion. En 1966, l'équipe évite la relégation en remportant les play-down. Quand le SC Riessersee est relégué en 1967, Schuldes met fin à sa carrière.
Schuldes a 43 sélections en équipe d'Allemagne de l'Ouest. Il participe aux 1960 et 1964 et aux championnats du monde 1959 et 1961.